# Joe Ralls
Joseph William ("Joe") Ralls (Aldershot, 13 oktober 1993) is een Engels voetballer die doorgaans speelt als middenvelder. In juli 2025 verliet hij Cardiff City.

## Clubcarrière
Ralls speelde in de jeugd van Aldershot Town, waarna hij via Farnborough uitkwam in de opleiding van Cardiff City. Na een jaar zette hij zijn handtekening onder zijn eerste professionele verbintenis bij de club. Zijn competitiedebuut maakte de middenvelder op 1 oktober 2011. Op bezoek bij Hull City mocht hij van coach Malky Mackay mocht hij na tien minuten invallen voor de geblesseerde Kenny Miller. Nadat Matty Fryatt Hull op voorsprong had gezet, tekende Ralls na tweeënzestig minuten op aangeven van Kevin McNaughton voor de gelijkmaker. Uiteindelijk zou Cardiff alsnog verliezen door een treffer van Nick Barmby.
In zijn tweede seizoen werd Cardiff kampioen van het Championship, waardoor promotie naar de Premier League behaald werd. Ralls zou hier echter minder aan spelen toekomen en hij werd voor één seizoen verhuurd aan Yeovil Town. Bij Yeovil kreeg hij een belangrijke rol op het middenveld. Na zijn terugkeer in Cardiff speelde hij steeds vaker. In zowel het seizoen 2015/16 als 2016/17 kwam hij tot meer dan veertig competitiewedstrijden. Een seizoen later werd Cardiff tweede in het Championship, waarmee promotie naar de Premier League bereikt werd. In juli 2018 verlengde Ralls zijn verbintenis met drie seizoenen tot medio 2022. Later werd dit contract opengebroken en verlengd tot eerst 2024 en later 2025. In de zomer van 2025 vertrok Ralls na vijftien jaar bij Cardiff City.

## Clubstatistieken
| Seizoen | Club          | Competitie     | Competitie | Competitie | Beker | Beker | Internationaal | Internationaal | Totaal | Totaal |
| Seizoen | Club          | Competitie     | Wed.       | Dlp.       | Wed.  | Dlp.  | Wed.           | Dlp.           | Wed.   | Dlp.   |
| ------- | ------------- | -------------- | ---------- | ---------- | ----- | ----- | -------------- | -------------- | ------ | ------ |
| 2011/12 | Cardiff City  | Championship   | 10         | 1          | 4     | 0     | —              | —              | 14     | 1      |
| 2012/13 | Cardiff City  | Championship   | 4          | 0          | 2     | 0     | —              | —              | 6      | 0      |
| 2013/14 | → Yeovil Town | Championship   | 37         | 3          | 1     | 0     | —              | —              | 38     | 3      |
| 2014/15 | Cardiff City  | Championship   | 28         | 2          | 3     | 2     | —              | —              | 31     | 4      |
| 2015/16 | Cardiff City  | Championship   | 43         | 1          | 1     | 0     | —              | —              | 44     | 1      |
| 2016/17 | Cardiff City  | Championship   | 42         | 6          | 2     | 0     | —              | —              | 44     | 6      |
| 2017/18 | Cardiff City  | Championship   | 37         | 7          | 3     | 0     | —              | —              | 40     | 7      |
| 2018/19 | Cardiff City  | Premier League | 28         | 0          | 1     | 0     | —              | —              | 29     | 0      |
| 2019/20 | Cardiff City  | Championship   | 29         | 7          | 2     | 0     | —              | —              | 31     | 7      |
| 2020/21 | Cardiff City  | Championship   | 39         | 5          | 1     | 0     | —              | —              | 40     | 5      |
| 2021/22 | Cardiff City  | Championship   | 29         | 1          | 0     | 0     | —              | —              | 29     | 1      |
| 2022/23 | Cardiff City  | Championship   | 41         | 1          | 2     | 0     | —              | —              | 43     | 1      |
| 2023/24 | Cardiff City  | Championship   | 35         | 1          | 0     | 0     | —              | —              | 35     | 1      |
| 2024/25 | Cardiff City  | Championship   | 21         | 0          | 2     | 0     | —              | —              | 23     | 0      |
| Totaal  | Totaal        | Totaal         | 423        | 34         | 24    | 2     | 0              | 0              | 447    | 36     |

Bijgewerkt op 8 juli 2025.

## Erelijst
| Championship | 1 | 2012/13 |